# 739 (číslo)
Sedm set třicet devět je přirozené číslo. Následuje po čísle sedm set třicet osm a předchází číslu sedm set čtyřicet. Římskými číslicemi se zapisuje DCCXXXIX a řeckými číslicemi ψλθ.

## Matematika
739 je:
- Deficientní číslo
- Prvočíslo
- Šťastné číslo

## Astronomie
- (739) Mandeville je planetka hlavního pásu, kterou objevil v roce 1913 Joel Hastings Metcalf

## Roky
- 739
- 739 př. n. l.